# バースデイ・ブルース
『バースデイ・ブルース』（Birthday Blues）は、スコットランドのフォーク・ミュージシャン、バート・ヤンシュが1969年に発表した6作目のスタジオ・アルバム。

## 解説
当時ヤンシュと共にペンタングルで活動していたダニー・トンプソンとテリー・コックスが、リズム・セクションを務めた。また、本作をプロデュースしたシェル・タルミーは、ペンタングルの作品も手がけている。「ウィッシング・ウェル」は、ヤンシュと交際していた女性フォーク歌手アン・ブリッグスとの共作で、ブリッグスのヴァージョンは1971年のアルバム『The Time Has Come』で発表された。
Richie Unterbergerはオールミュージックにおいて5点満点中4.5点を付け「ジョン・レンボーンとのツイン・ギターも、ジャッキー・マクシーのボーカルもない、いわば『バランスを欠いたペンタングル』のように聴こえる。とはいえ、それが必ずしも悪いわけではなく、ヤンシュはグループの原動力の一角を担う存在であり、個人としても説得力のあるソングライター/パフォーマーである」と評している。

## 収録曲
特記なき楽曲はバート・ヤンシュ作。
1. カム・シング・ミー・ア・ハッピー・ソング・トゥ・プルーヴ・ウィ・オール・キャン・ゲット・アロング・ザ・ランピー・バンピー・ロング・アンド・ダスティ・ロード - "Come Sing Me a Happy Song to Prove We All Can Get Along the Lumpy, Bumpy, Long and Dusty Road" - 2:05
2. ザ・ブライト・ニュー・イヤー - "The Bright New Year" - 1:34
3. トゥリー・ソング - "Tree Song" - 2:38
4. ポイズン - "Poison" - 3:16
5. ミス・ヘザー・ローズマリー・シーウェル - "Miss Heather Rosemary Sewell" - 2:12
6. アイヴ・ガット・ア・ウーマン - "I've Got a Woman" - 5:17
7. ア・ウーマン・ライク・ユー - "A Woman Like You" - 4:26
8. アイ・アム・ロンリー - "I Am Lonely" - 2:32
9. プロミスド・ランド - "Promised Land" - 2:52
10. バースデイ・ブルース - "Birthday Blues" - 1:14
11. ウィッシング・ウェル - "Wishing Well" (Bert Jansch, Anne Briggs) - 2:18
12. ブルース - "Blues" - 2:44

## 参加ミュージシャン
- バート・ヤンシュ - ボーカル、アコースティック・ギター
- ダフィ・パワー（英語版） - ハーモニカ
- レイ・ウォーレイ - アルト・サクソフォーン、フルート
- ダニー・トンプソン - ベース
- テリー・コックス - ドラムス